# جمی وارد
جمی وارد (انگلیسی: Jamie Ward؛ زادهٔ ۱۲ مهٔ ۱۹۸۶) یک بازیکن فوتبال اهل ایرلند شمالی است.